# Готье-Дюфайе, Эмилий Владимирович
Эми́лий Влади́мирович Готье́-Дюфайе́ (31 марта 1863, Москва — после 1922) — московский общественный деятель и благотворитель, член Императорского Московского Археологического Общества.

## Происхождение
Эмилий Владимирович Готье-Дюфайе происходил из купеческой семьи французского происхождения. Его прадед Jean-Marie Dufayet dit Gautier (Иван Антонович Готье-Дюфайе) (род. в 1736 году), сын члена магистрата города Сен-Кантен в Пикардии, переселился в Россию в 1764 году. На основании указа императрицы Екатерины II от 1763 года, предоставлявшего льготы иностранцам, желающим переселиться в Россию чтобы помочь развитию её экономики, открыл в Москве магазины галантереи и музыкальных инструментов и был причислен к Московской первой купеческой гильдии.
Его сын Иван Иванович Готье-Дюфайе (1772—1832) в 1799 году женился на дочери московского книготорговца Francois Courtener и перенял его книжный магазин на Кузнецком мосту, который потом сперва вёл его сын Владимир Иванович Готье-Дюфайе (1815—1887), отец Э. В. Готье-Дюфайе, а затем его приёмный сын Владимир Гаврилович Готье-Дюфайе (1843—1896). В 1895 году семья Готье продала магазин одному из своих близких сотрудников.

## Биография
Э. В. Готье-Дюфайе окончил пансион Э. Х. Репмана. Затем он активно участвовал в различных общественно-благотворительных организациях Москвы. Он увлекался изучением истории и коллекционировал предметы, связанные с историей Москвы. С 1906 года он был членом Императорского Московского Археологического общества. Он активно участвовал в жизни и работе этого общества и подарил ему немало экспонатов своей коллекции. Особенно он работал над созданием библиотеки общества.
Чтобы увековечить память об уходящей, старой Москве, Готье-Дюфайе по поручению Археологического общества провел фотографические съёмки различных мест, связанных с историей города. Коллекция этих около 500 фотографий сегодня считается одним из ценнейших источников изучения дореволюционной Москвы.
После Октябрьской революции жена Готье-Дюфайе Елена Андреевна несколько месяцев провела под арестом. Супруги были вынуждены эмигрировать за границу, где Э. В. Готье-Дюфайе и умер.

## Семья
У Э. В. Готье-Дюфайе было три брата:
- Лев Владимирович (1856—1912) продолжал купеческое дело, занимался оптовой торговлей железом, в 1895 году основал Тульскую металлургическую компанию. Руководил торговым домом «Л. В. Готье», был членом Московского отделения Совета торговли и мануфактур, председатель Терского горнопромышленного акционерного общества. В 1898 году он для своей семьи построил особняк в Машковом переулке № 3 (архитектор Н. И. Якунин), в котором ныне находится Посольство Латвии в Москве. Он женился на русской англиканке английского происхождения Елизавете Андреевне Колли. Их дочь Елизавета Львовна (1890—1920) в 1910 году вышла замуж за Александра Александровича Рара (1885—1952), с которым она после смерти отца переняла особняк. После Октябрьской революции они оба подвергались арестам, в итоге чего Елизавета Львовна заболела и 27 июля 1920 года скончалась. Их дети Елена (1910—1955) и Лев (1913—1980) затем активно участвовали в антисоветской деятельности русской эмиграции.
- Эдуард Владимирович Готье (1859—1921) был врачом-терапевтом, профессором медицины, работал в Первой Градской больнице Москвы.
- Владимир Владимирович поступил юристом на государственную службу.

Сын Владимира Владимировича, Юрий Владимирович (1873—1943), стал знаменитым историком, был профессором Московского университета, одним из попечителей и заведующий библиотекой Румянцевского музея, а также (с 1939 года) членом Академии Наук СССР. Его внук Сергей Владимирович Готье (род. в 1947 году) стал известным хирургом.